# Schwäbisch Hall járás
Schwäbisch Hall járás egy járás Baden-Württembergben. Schwäbisch Hall járás Ansbach, Ostalb, Rems-Murr, Heilbronn, Hohenlohe és Main-Tauber járásokkal határos. Lakosainak száma 195 861 fő (2019. október 31.).

## Népesség
A járás népessége az elmúlt években az alábbi módon változott:
| Lakosok száma | 186 928 | 191 614 | 195 861 |
|               | 2014    | 2015    | 2019    |